# Lacera vinacea
Lacera vinacea là một loài bướm đêm trong họ Erebidae.